# Liste der Videocodecs
Videocodecs werden benötigt, um digitale Videodaten für bestimmte Anwendungen bereitzustellen und in einer Containerdatei zu speichern. Einige der aufgelisteten Programme sind genau genommen keine Codecs, da entweder der Encoder (kodieren/komprimieren) oder der Decoder (dekodieren/dekomprimieren) fehlen. Sie werden in der Regel aber trotzdem unter dem Begriff Codec subsumiert.

## Verlustbehaftete Videocodecs
Die Komprimierung der Videoinformationen verringert den Bedarf an Übertragungskapazität bzw. Speicherplatz erheblich, dazu werden die Video-Informationen mit Kompressionsalgorithmen vereinfacht und zusammengefasst. Dabei werden jedoch auch weniger wichtige Informationen verworfen.

### MPEG-Videocodecs
- MPEG-1 Part 2 (ISO 11172): typische Verwendung: Video-CD (VCD) sowie MPEG-2 Part 2 (ISO 13818) bzw. H.262: 8 Bit Farbtiefe, 4:2:0 Farbunterabtastung, Beschränkung auf 25 Mbps Datenübertragungsrate, typische Verwendungen sind: SuperVideo-CD (SVCD), MVCD, KVCD, DVD, DVB, HDTV
  - Cinema Craft Encoder (CCE) (Encoder)
  - TMPGEnc (Encoder)
  - Cleaner (Encoder)
  - Compressor (Encoder)
  - Ligos LSX (Encoder)
  - bbmpeg (Encoder)
  - Elecard (Decoder)
  - libmpeg2
  - QuEnc
  - HC Encoder
  - Cinema Craft Encoder (CCE) (Encoder)
  - Ligos LSX (Encoder)
  - TMPGEnc (Encoder)
  - FFmpeg
- MPEG-4 Part 2 (ISO 14496)[1]: Dieser Codec wird häufig in mit DivX oder Xvid erstellten AVI-Dateien verwendet.
  - Xvid: unter freier GNU General Public License
  - 3ivx Technologies 3ivx
  - Jomigo HDX4
  - Nero AG und Ateme Nero Digital
  - FFmpeg
- MPEG-4-Part-10- (AVC)/H.264-Codecs: Typische Verwendungen sind: HD DVD, DVB-S2, HDTV, iTunes, in Flash-Video-Dateien ab Flash 10
  - CoreAVC
  - Cyberlink H.264
  - Nero AG und Ateme Nero Digital
  - QuickTime H.264
  - x264 Encoder: unter freier GNU General Public License
  - HC Encoder
  - FFmpeg (Decoder)
- MPEG-H Teil 2 (HEVC)/H.265
  - X265 Encoder
- MPEG IMX 525 und MPEG IMX 525
  - FFmpeg (Decoder)

### Andere Codecs mit Programmimplementierung und Anbieter
- AOMedia Video 1 (AV1)
- Apple Pixlet
- BBC Dirac: patent- und lizenzgebühr-freier Codec
  - dirac-research
  - Schrödinger
  - FFmpeg (Decoder)
- DivX Inc. DivX 3.11: entstanden als gehackter Microsoft-Codec
  - FFmpeg
- Intel Indeo
  - FFmpeg (Decoder)
- Microsoft Windows Media Video bzw. VC-1: typisch für Internet-Streaming
  - FFmpeg (nur Decoder für VC-1)
- Radius Cinepak
  - FFmpeg (Decoder)
- RealVideo: Typische für Internet-Streaming
  - FFmpeg (nur Decoder für RV30 und RV40)
- Sorenson (SVQ): typische Verwendung: früher in Quicktime- und Flash-Video-Dateien
  - FFmpeg (nur Decoder für SVQ3)
- Google (vormals On2) TrueMotion
  - VP6: typische Verwendung in Flash-Video-Dateien ab Flash 8
    - FFmpeg (Decoder)

  - VP7: typische Verwendung bei Videotelefonie und Webcams, z. B. in Skype ab Version 2.0
  - VP8: Videocodec des WebM-Containerformats
  - VP9: Videocodec des WebM-Containerformats
    - FFmpeg (Decoder)
    - libvpx
- Theora Open Source Videocodec, Weiterentwicklung von VP3.2
  - FFmpeg (Decoder)
  - libtheora
- Snow

### HD-Videocodecs (nicht MPEG)
- Apple Intermediate Codec: 8 Bit Farbtiefe, 4:2:0 Farbunterabtastung, Intra-Frame-Codec
- Apple ProRes 422: 10 Bit Farbtiefe, 4:2:2 Farbunterabtastung, Intra-Frame
  - FFmpeg (Decoder)
- Apple ProRes 4444: 12 Bit Farbtiefe, 4:4:4 Farbunterabtastung, Intra-Frame, mit Alphakanal
- Avid DNxHD: 8 oder 10 Bit Farbtiefe, 4:2:2 Farbunterabtastung, Intra-Frame, mit Alphakanal
  - FFmpeg
- JVC D9-HD: 8 Bit Farbtiefe
- Panasonic DVCPRO HD: 8 Bit Farbtiefe, 4:2:2 Farbunterabtastung, geringe Kompression
  - FFmpeg (Decoder)
- Panasonic AVC-Intra (H.264 Intra): 10 Bit Farbtiefe, 4:2:2 Farbunterabtastung, Intra-Frame-Codec
  - FFmpeg (Decoder)
- Panasonic HD-D5: 10 Bit Farbtiefe, niedrige Kompression
- Sony HDCAM: 8 Bit Farbtiefe
- Thomson HD-D6: 8 Bit Farbtiefe, unkomprimiert

## Verlustfreie Videocodecs
Verlustfreie Videocodecs erhalten die originale Qualität. Sie arbeiten ohne verlustbehaftete Kompression und benötigen dadurch meist mehr Speicherplatz.
- Avid Meridien
  - FFmpeg
- Ben Rudiak-Gould HuffYUV: unter freier GNU General Public License
  - FFmpeg (sowohl eine Implementierung des originalen Codecs als auch eine Weiterentwicklung)
- CoreCodec/Jory Stone CorePNG: unter freier GNU General Public License
- LCL-Codec
  - AVIzlib
  - AVImszh
  - FFmpeg
- Lagarith
  - FFmpeg (Decoder)
- FFV1
- MSU Lossless